# Rhembobius quadrispinus
Rhembobius quadrispinus är en stekelart som först beskrevs av Johann Ludwig Christian Gravenhorst 1829.  Rhembobius quadrispinus ingår i släktet Rhembobius och familjen brokparasitsteklar. Arten är reproducerande i Sverige. Inga underarter finns listade i Catalogue of Life.